# Torre de la Moraleja
La torre de la Moraleja se encuentra en el municipio de Alcalá la Real, provincia de Jaén, comunidad autónoma de Andalucía, España.

## Descripción
Es una torre de vigilancia o atalaya de planta circular, en su alzado se pueden diferenciar varias partes: La base de la torre que está reforzada por una estructura troncocónica con 2,52 metros de altura y un perímetro en la zona inferior de 25,6 metros. El cuerpo con el vano de entrada en alto por el que se accede al único espacio interior. En el extremo superior de la torre se sitúan canecillos que circundan su perímetro y que forman parte de un pequeño balcón. Se conserva en buen estado. Desde ella de divisan la fortaleza de La Mota, la Torre del Cascante, la de las Mimbres y la Torre del Norte.